# Buldana (dystrykt)
Buldana (dystrykt) (marathi बुलढाणा जिल्हा,  ang. Buldhana district) – jest jednym z trzydziestu pięciu dystryktów indyjskiego stanu Maharasztra. Zajmuje powierzchnię 9 661 km².

## Położenie
Położony jest w północnej części tego stanu. Graniczy z dystryktami: 
od zachodu z Jalna, Aurangabad, Maharashtra i Dźalganw, 
od  północy z Amarawati oraz ze stanem Madhya Pradesh, 
od wschodu z Akola i Washim, 
na południu z Parbhani i Jalną.
Stolicą dystryktu jest miasto Buldana.

## Rzeki
Rzeki przepływające przez obszar dystryktu :
- Bangana
- Bembla
- Dnyanganga
- Khadakpurna
- Man
- Mas
- Nalganga
- Nipani
- Painganga
- Purna
- Utavali
- Vishwaganga